# Клаусия солнцепёчная
Клаусия солнцепёчная, или Клаузия солнцепёчная, или Клаусия солнцелюбивая (лат. Clausia aprica) — многолетнее травянистое растение; вид рода Клаусия (Clausia) семейства Капустные (Brassicaceae).

## Ботаническое описание
Многолетние невысокие растения 10-25(30) см высотой. Стебли простые, редко вверху ветвящиеся вместе с листьями покрыты короткими железистыми на толстых ножках и длинными простыми волосками, утолщёнными к основанию. Листья 1-8 см длиной, 3-15 мм шириной, продолговатые цельнокрайные, иногда с одиночными зубцами, короткочерешковые, верхние - сидячие. Цветки в малоцветковой кисти 5-23 см длиной, лилово-пурпуровые. Лепестки 10-20(25) мм длиной, 4-10 мм шириной, в 2,5 раза длиннее чашелистиков. Стручки 30-60 мм длиной, 2-2,5 мм шириной, прямые, узкие, голые, бугорчатые, сжатые параллельно перегородке; столбик 1,5-2 мм длиной.
Число хромосом: В Бурятии (северо-западное побережье Байкала) 2n = 1428.

## Распространение и местообитание
На остепненных лугах, каменистых и щебнистых склонах, в разреженных лесах.
- в России: Сибирь — Тюменская, Липецкая, Курганская, Омская, Томская, Новосибирская, Кемеровская области, Алтайский край, Республика Алтай, Красноярский край, Республика Тыва, Иркутская, Читинская области, Бурятия, Республика Саха (Якутия).
- в мире: Европейская часть СНГ, Кавказ, Средняя и Центральная Азия[4].

## Синонимика
По данным The Plant List на 2010 год, в синонимику вида входят:
- Cheiranthus annuus Georgi, nom. illeg.
- Cheiranthus apricus Stephan ex Willd.
- Cheiranthus hirtus Steven ex DC.
- Clausia aprica (Stephan) Korn.-Trotzky
- Hesperis aprica Stephan ex Willd. Poir.
- Hesperis cheiranthoides Patrin ex DC., nom. inval.
- Hesperis cheiranthus Pers., nom. inval.
- Hesperis cretacea Adams

## Охранный статус

### В России
В России вид входит в многие Красные книги субъектов Российской Федерации: Белгородская, Волгоградская, Воронежская, Курганская, Курская, Липецкая, Магаданская, Самарская, Саратовская, Свердловская и Ульяновская области, а также Пермский и Ставропольский край и республика Татарстан.
Растёт на территории нескольких особо охраняемых природных территорий России.

### На Украине
Решением Луганского областного совета № 32/21 от 03.12.2009 г. входит в «Список регионально редких растений Луганской области».